# Hieronymus von Dorne (Politiker)

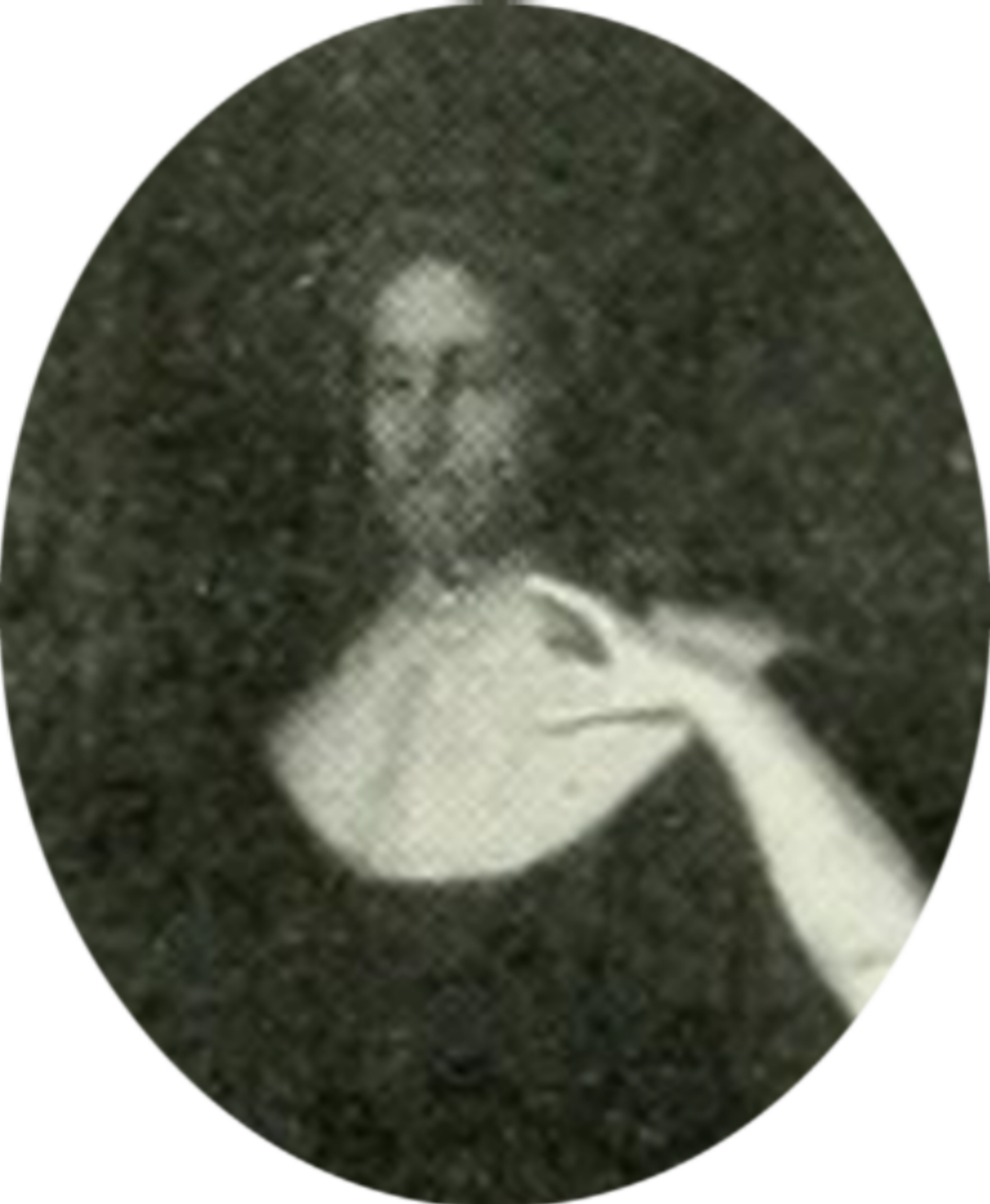
Hieronymus von Dorne (1942 vernichtetes Porträt seines Epitaphs)

Hieronymus von Dorne (* 24. Juli 1646 in Lübeck; † 12. Oktober 1704 ebenda) war ein Bürgermeister der Hansestadt Lübeck.

## Leben

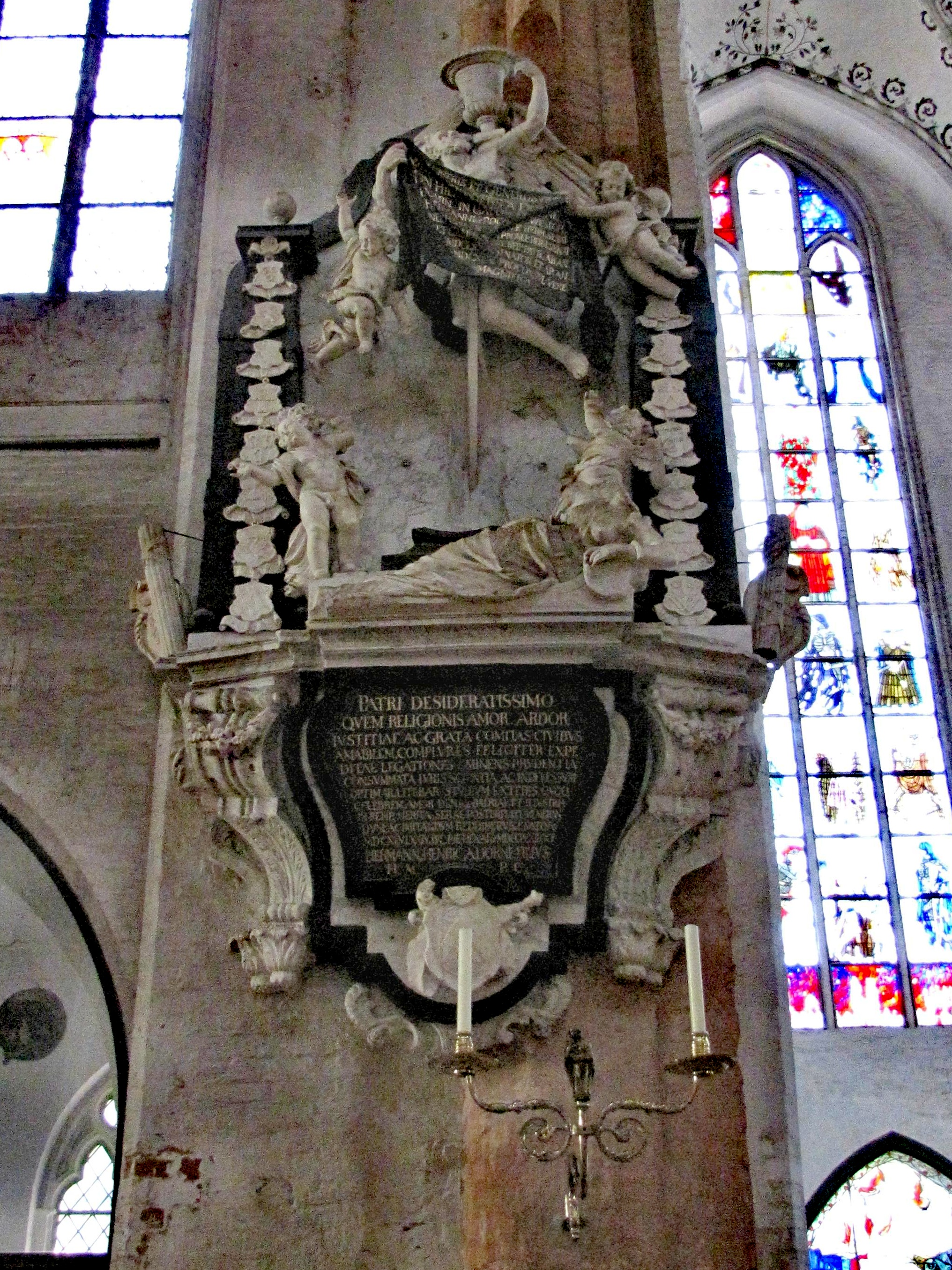
Epitaph in St. Marien

Hieronymus von Dorne entstammte einer Lübecker Ratsfamilie und war Sohn des Bürgermeisters Hermann von Dorne. Er studierte von 1664 bis 1667 Recht an der Universität Gießen und in Leiden. Im Rahmen der Grand Tour bereiste er Frankreich und England und kehrte über Straßburg und Wien in seine Heimat zurück, wo er 1680 in den Rat der Stadt erwählt wurde. Gemeinsam mit Anton Winckler vertrat er die Stadt wegen des Möllner Pfandes vor dem Reichskammergericht in Speyer und 1683 vollzogen beide die Rückgabe von Mölln an den Herzog Julius Franz von Sachsen-Lauenburg. Bereits 1682 hatte er mit letzterem über die Erhaltung des für Lübeck so wichtigen Stecknitz-Kanals verhandelt. 1695 wurde er im Rat zum Bürgermeister der Stadt bestimmt.
Hieronymus von Dorne heiratete zunächst eine Tochter des Ratsherrn Gotthard von Höveln, in zweiter Ehe eine Tochter des Ratsherrn Heinrich Wedemhof, und in dritter Ehe die Witwe des Ratsherrn Hartwig von Stiten. Ihm gehörten die Güter Gallin und Wesloe.
Nach ihm und einem ihm gehörigen Bauernhof im Bereich des heutigen Stadtteils St. Lorenz-Süd ist dort die Dorne-Straße benannt. Sein Epitaph aus der Hand des flämischen Bildhauers Thomas Quellinus befindet sich in der Lübecker Marienkirche und hat den Luftangriff vom 29. März 1942, wenn auch mit Beschädigungen, überstanden.

## Belege
1. ↑  Lübeckische Ratslinie Nr. 757
2. ↑  Lübeckische Ratslinie Nr. 789
3. ↑  Lübeckische Ratslinie Nr. 812
4. ↑  Lateinischer Inschrifttext mit Erläuterung und Übersetzung bei: Adolf Clasen: Verkannte Schätze - Lübecks lateinische Inschriften im Original und auf Deutsch. Lübeck 2002, S. 30 ff. ISBN 3795004756

| Personendaten    | Personendaten                       |
| ---------------- | ----------------------------------- |
| NAME             | Dorne, Hieronymus von               |
| KURZBESCHREIBUNG | Bürgermeister der Hansestadt Lübeck |
| GEBURTSDATUM     | 24. Juli 1646                       |
| GEBURTSORT       | Lübeck                              |
| STERBEDATUM      | 12. Oktober 1704                    |
| STERBEORT        | Lübeck                              |